# 大宅昌
大宅 昌（おおや まさ、1906年（明治39年）10月19日 - 2007年（平成19年）5月24日）は教育者で、大宅壮一の妻、大宅壮一文庫の理事長を務めた。
三女は評論家の大宅映子。富山県魚津市出身。

## 経歴
旧姓、奥田。富山県立富山高等女学校卒、富山県女子師範学校第二部卒、7年間教師をする。
1931年4月、前妻を亡くしたばかりの大宅壮一が富山へ講演会に来て見初められ、5月に結婚。4人の子供に恵まれた（大宅歩、映子のほか二女。）。
大宅壮一の蔵書をもとに設立された雑誌専門図書館「大宅壮一文庫」の理事長を1971年の発足以来、終生務めた。
1981年に出版された「愉しく生きる老い」はベストセラーになった。
2007年5月24日午後9時50分、老衰のため横浜市の自宅で死去。100歳没。

## 著書
- 大きな駄々っ子 夫・大宅壮一との40年　文藝春秋 1971/文春文庫 1984
- ただ一人のひとに 女性の持っている問題のすべて 青春出版社 1973
- 愉しく生きる老い 海竜社 1981.4/文春文庫 1985
- よく生きるよく老いる 海竜社 1990.10
- 生きて花老いて華 海竜社 1994.6